# Tomás Antonio Sánchez de Uribe
Tomás Antonio Sánchez de Uribe   (Comillas i Ruiseñada, 1723 - Madrid, 1802) fou un escriptor, medievalista, lexicògraf i editor espanyol.

## Biografia
Després de seguir la carrera eclesiàstica, va ser col·legial en l'Imperial trilingüe de Sant Jerónimo de la Universitat de Salamanca; catedràtic de Regència d'Arts i de la Real Academia Sevillana de Buenas Letras. Va ser designat magistral de la Col·legiata de Santillana del Mar i en 1771 va renunciar a aquest lloc per ser incompatible amb el seu càrrec de bibliotecari en la Biblioteca Reial, de la qual va ser director durant algun temps en el qual va treballar en l'edició de la Biblioteca Hispana Nueva de Nicolás Antonio, impresa en 1788.
Va pertànyer a la Reial Acadèmia de la Història (1757) i la Reial Acadèmia Espanyola (1763); en aquesta última es va ocupar de les correspondències llatines del Diccionario des de 1772 fins a la seva mort en 1802; alhora, va divulgar per primera vegada i amb rigor filològic, notes i glossaris alguns dels textos medievals literaris castellans més rellevants en la seva Colección de poesías castellanas anteriores al siglo XV: el Libro de Alexandre con el título Poema de Alejando Magno (1782); les obres de Gonzalo de Berceo (1780); el Cantar del Mio Cid, que deu el seu reconeixement popular a la primera publicació de Tomás Antonio en 1779; i el Libro de buen amor de l'Arcipreste de Hita, imprès sota el títol de Poesías en 1790. L'obra consta, doncs, de quatre volums en octava major dedicats, respectivament, al Poema del Cid (precedit de "Noticias para la vida del primer marqués de Santillana" i la seva Carta al Condestable de Portugal, a les obres de Berceo, al Libro de Alexandre i a l'obra de l'Arcipreste de Hita. Restà inèdit el cinquè, dedicat al Rimado de Palacio de Pero López de Ayala. El projecte fou reprès ja en el segle xix per Pedro José Pidal y Carniado i per Florencio Janer.
L'edició del Cantar de Mio Cid va suposar la primera edició d'una cançó de gesta medieval, anticipant-se al mig segle a les posteriors franceses. Sobre aquest tema va iniciar una polèmica a propòsit de la Crónica del Cid amb Rafael de Floranes, plasmada en dos opuscles estudiats per Marcelino Menéndez Pelayo. Quant al text mateix, l'editor va procedir amb un inaudit rigor crític per a l'època; sense punts de referència precisos en literatura comparada, sense dades filològiques i interpretatius, el muntanyès il·lustra la cançó des de la valoració de la seva importància literària fins a la reconstrucció de versos, des de la mètrica fins a la possible autoria, iniciant així amb la seva intuïció una gramàtica històrica que no s'afermaria com a disciplina científica fins a un segle més tard. Compara el Poema amb la resta de les cançons, tradicions i cròniques que coneixia per treure unes conclusions en una tasca de veritable investigador.
Quant a la del Libro de Buen Amor, és sens dubte l'edició més fluixa, doncs els seus escrúpols de clergue li van fer ometre nombrosos passatges. Quant a l'edició en 1788 de la Bibliotheca Hispania Nova, de Nicolás Antonio, la va poder realitzar en col·laboració amb Rafael Casalbón i Juan Antonio Pellicer.
Antonio Sánchez també és autor d'un Catálogo de los abades de la Insigne y Real Iglesia Colegiata de Santillana (1743) i d'un parell de texts satírics.
El primer és la Carta de Paracuellos, escrita por don Fernando Pérez a un sobrino que se hallaba en peligro de ser autor de un libro (Madrid, 1789); en ella ironitza sobre els més comuns vicis i pedanteries de la literatura del seu temps i, amant de la vella escolàstica, exposa en una nota el seu escepticisme respecte als mètodes de les ciències experimentals, sense adonar-se que eren precisament aquelles les que amb tan excel·lent i fructífer judici aplicava a les seves recerques històriques i filològiques. L'envejós satíric Juan Pablo Forner li va replicar en la seva famosa Carta de Bartolo, el sobrino de don Fernando Pérez, tercianario de Paracuellos, al editor de la carta de su tío (Madrid, 1790); en aquest opuscle va argumentar Forner contra la física d'Aristòtil que defensava Sánchez, i va aprofitar l'ocasió, que mai perdia, per atacar-li en el que constituïa la seva major glòria, l'edició de textos literaris primitius del castellà, freturosos de tota importància per a l'arbitrària mentalitat de l'extremeny, qui l'anomena "comentador de antiguallas", "editor de vejeces y coplillas de los Cancioneros de la era de Bernardo del Carpio" després de qualificar en Cantar de Mio Cid de "viejo cartapelón en loor de las bragas del Cid"; no obstant això, Juan Sempere y Guarinos se dio cuenta de que "el señor Sánchez no es un mero colector o centonista, como otros muchos que quieren enriquecerse y acreditarse a costa del trabajo ajeno. Todas las poesías de su Colección están ilustradas con observaciones y juiciosas conjeturas acerca de sus autores, del tiempo que se escribieron, sobre el asunto de ellas, metro y demás puntos pertenecientes a nuestra historia literaria, añadiendo al fin Índices de las palabras y frases anticuadas y obscuras, sumamente útiles tanto para la inteligencia de las mismas Poesías, como para aumentar y perfeccionar el Diccionario de la lengua castellana". En conseqüència, Tomás Antonio Sánchez també posseeix un lloc eminent entre els lexicògrafs del castellà antic. El segon és Carta familiar al doctor don Joseph Berní y Catalá... enviásela de Burlada, pueblo de Navarra, el bachiller don Pedro Fernández, així com d'un interessant epistolari familiar que aporta dades biogràfiques.

## Obres
- Catálogo de los abades de la Insigne y Real Iglesia Colegiata de Santillana (1743)
- Colección de poesías castellanas anteriores al siglo XV, 1779-1790, 4 vols. en octavo mayor
  - Cantar de Mio Cid (1779)
  - Obras de Gonzalo de Berceo (1780)
  - Libro de Alexandre con el título Poema de Alejando Magno (1782)
  - Libro de buen amor (1790).
- Carta de Paracuellos, escrita por don Fernando Pérez a un sobrino que se hallaba en peligro de ser autor de un libro (Madrid, 1789)
- Carta familiar al doctor don Joseph Berní y Catalá... enviásela de Burlada, pueblo de Navarra, el bachiller don Pedro Fernández
- Epistolario